# کایرات ژیرگالبک اولو
کایرات ژیرگالبک اولو (قرقیزی: Кайрат Жыргалбек уулу؛ زادهٔ ۱۳ ژوئن ۱۹۹۳) بازیکن فوتبال اهل قرقیزستان است.
از باشگاه‌هایی که در آن بازی کرده‌است می‌توان به باشگاه فوتبال آق‌سو، باشگاه فوتبال دوردوی بیشکک، و باشگاه فوتبال عبدیش-آتا قند اشاره کرد.
وی همچنین در تیم ملی فوتبال قرقیزستان بازی کرده‌است.